# Epidemie Records
Az Epidemie Records egy 1993-ban alapított kis cseh kiadó, amely rock, metal, és ambient lemezeket jelentet meg.

## Zenekarok
- Aarni
- Jääportit
- Thy Catafalque
- Woodland Choir